# Leporelo

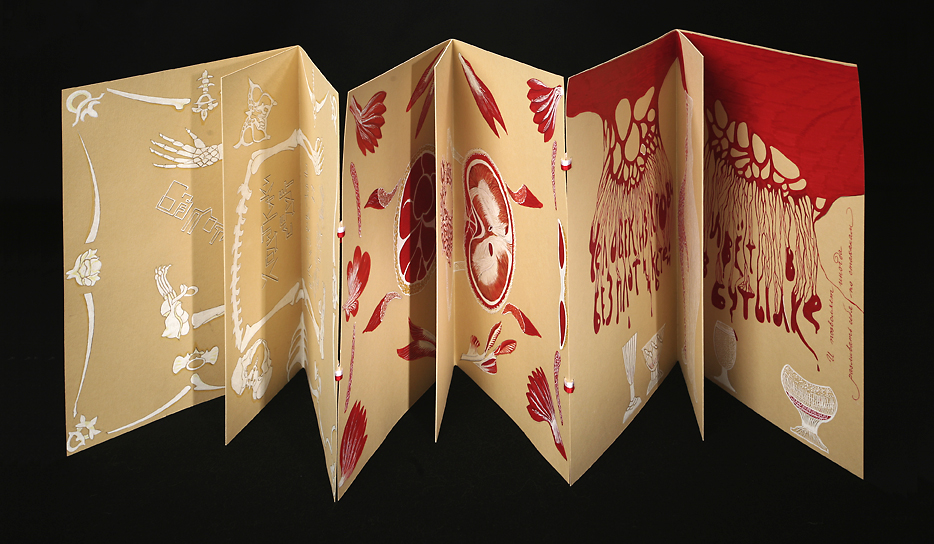
Ukázka leporela

Leporelo je harmonikově skládaná kniha, zpravidla bohatě ilustrovaná, s minimem textu a nízkým počtem stran. Každá ilustrace, případně fotografie, se většinou nachází na samostatné straně. Jednotlivé strany jsou navzájem slepeny či sešity za boční okraj, takže celou knihu lze složit do balíčku nebo rozložit do dlouhého pruhu.
Jako leporela bývají nejčastěji vytvářeny knihy pro děti, ale stejným způsobem jsou uspořádány i některé prospekty, turistické průvodce, návody apod. Jednotlivé strany leporela bývají vyrobeny z tuhého papíru, aby se tak prodloužila jejich životnost při častém a nešetrném používání.
Název leporelo je odvozen od postavy Leporella v opeře Don Giovanni Wolfganga Amadea Mozarta. Leporello byl sluha dona Giovanniho, který sepisoval podrobný seznam milenek svého pána.